# Le Trésor des montagnes bleues
Série
La Révolte des Indiens Apaches
(1963) Sur la piste des desperados
(1965)
Pour plus de détails, voir Fiche technique et Distribution.
Le Trésor des montagnes bleues (titre original : Winnetou 2. Teil, Winnetou II) est un film franco-italo-yougo-allemand de Harald Reinl sorti en 1964.

## Synopsis
Alors qu'il se rend chez la tribu indienne des Assiniboins, Winnetou parvient à sauver Ribanna, la fille du chef, d'une attaque d'ours. En remerciement, le chef lui remet à la demande de Winnetou trois soldats prisonniers, dont le lieutenant Merrill, le fils du commandant de Fort Niobrara. Il veut s'assurer que Indiens et Blancs puissent organiser une conférence de paix. Dans le camp, Winnetou et Ribanna se rapprochent et tombent amoureux.
Old Shatterhand apprend par le lieutenant Merrill que le gang de Bud Forrester a attaqué le camp des Indiens Ponca, car leur territoire possède du pétrole. Shatterhand se rend avec l'aventurier Lord Castlepool à la ville de New Venango, le quartier général du bandit. Au moment où Shatterhand allait interpeller Bud Forrester, la réserve de pétrole prend feu. Il sauve Lord Castlepool des flammes.
Au cours de la réunion avec les Indiens à Fort Niobrara, le lieutenant Merrill s'engage à épouser Ribanna. Winnetou est déçu, mais sacrifie son amour pour Ribanna pour la paix. Pendant ce temps, Bud Forrester attaque un convoi et veut faire accuser les Assiniboins. Son acolyte David Lucas se présente aux soldats du fort comme le survivant de ce convoi ; les soldats organisent alors une expédition punitive.
Lorsque Old Shatterhand, Lord Castlepool et Winnetou arrivent vers le convoi, ils sont découverts et assiégés par Forrester et sa bande. Tous les trois parviennent à s'enfuir tout en tuant une grande partie des hommes de Forrester. Ils parviennent à amener les soldats vers le gang, Forrester s'enfuit avec ses hommes dans le domaine des Assiniboins. Ribanna et le lieutenant Merril sont retenus par Forrester dans une grotte avec les femmes et les enfants de la tribu. Shatterhand, Castlepool et la cavalerie arrivent peu après. Forrester exige de pouvoir se retirer librement, ou il les tue tous les deux.
Winnetou arrive avec les guerriers Assiniboins près de la grotte. Il plonge dans un boyau, nage jusque dans la grotte et libère les deux otages. En tentant de s'échapper, et alors que David Lucas et le reste de ses hommes sont tués dans la bataille, Forrester est tué par les flèches indiennes. La paix est sauvée, Winnetou et Shatterhand partent pour de nouvelles aventures.

## Fiche technique
- Titre : Le Trésor des montagnes bleues
- Titre original : Winnetou 2. Teil
- Réalisation : Harald Reinl, assisté de Slavko Andres et de Charles Wakefield
- Scénario : Harald G. Petersson
- Musique : Martin Böttcher
- Direction artistique : Vladimir Tadej
- Costumes : Irms Pauli
- Photographie : Ernst W. Kalinke
- Effets spéciaux : Erwin Lange
- Son : Max Galinsky
- Montage : Hermann Haller
- Production : Horst Wendlandt
- Sociétés de production : Rialto Film, Jadran Film, Société Nouvelle de Cinématographie, Atlantis Film
- Société de distribution : Constantin Film
- Pays de production :  Allemagne de l'Ouest,  France,  Italie,  Yougoslavie
- Langue : allemand
- Format : Couleurs - 2,35:1 - Mono - 35 mm
- Genre : Western
- Durée : 94 minutes
- Dates de sortie :
  - Allemagne de l'Ouest : 17 septembre 1964.
  - France : 20 octobre 1965[1].

## Distribution
- Lex Barker (VF : Jean-Pierre Duclos) : Old Shatterhand
- Pierre Brice (VF : Marc Cassot) : Winnetou
- Anthony Steel (VF : Jean Violette) : Bud Forrester
- Karin Dor (VF : Jane Val) : Ribanna
- Mario Girotti (Terence Hill) (VF : Philippe Ogouz) : Lt. Robert Merril
- Eddi Arent (VF : René Bériard) : Lord Castlepool
- Klaus Kinski (VF : Pierre Garin) : David 'Luke' Lucas
- Renato Baldini (VF : Jean Michaud) : Col. J.F. Merril
- Marie Noëlle : Susan Merril
- Ilija Ivezić (eo) : Red
- Velimir Chytil (hr) : Carter
- Stojan Aranđelović (sh) : Caesar
- George Heston (VF : Claude D'Yd) : Capt. Bruce
- Mirko Boman (VF : Michel Gudin) : Gunstick Uncle
- Rikard Brzeska (VF : Jacques Deschamps) : Tah-Sha-Tunga
- Gojko Mitić : Corbeau blanc
- Antun Nalis (sh) : Sgt. Wagner
- Jozo Kovacevic : Le chef Ponca
- Sime Jagarinec : Ponca dans le village

## Tournage
Après le succès de Le Trésor du lac d'argent, une seconde partie paraît évidente. En raison de la complexité de l'œuvre de Karl May, il faut d'abord faire le tri.
Le Trésor des montagnes bleues exploite le romantisme et l'amour. L'amour de Winnetou à Ribanna est présent dans le roman en second plan. Dans le roman, Ribanne est proposée à Old Firehand, mais Horst Wendlandt pose un officier pour lui faire concurrence. Fin mars 1964, Harald G. Petersson dépose son scénario qui est adopté tel quel par Constantin le 15 avril.
Harald Reinl part en Yougoslavie pour rechercher de nouveaux décors naturels. Le 18 mai 1964, le tournage commence à Postojna. On a fait venir de Hambourg trois ours du cirque de Rudi Althoff. Dans la plus grande partie de la scène de bagarre, Rudi Althoff est déguisé en ours tandis que la seconde équipe de Herbert Kerz tourne des images des ours. Peu après, on fait la scène de la libération de Ribanna dans la grotte de Postojna.
Le tournage se poursuit au village de Stobreć, près de Split, dans une ancienne carrière le 28 mai 1964 où l'on a créé le village de New Venango. La plupart des scènes de nuit sont faites au cours de la journée, les explosions sont l'œuvre du pyrotechnicien Erwin Lange. Près de Solin, on tourne l'attaque du convoi et le siège de Winnetou et Old Shatterhand. À proximité de l'estuaire de la Cetina, à Omiš, Vladimir Tadej construit une entrée de grotte artificielle.
Le troisième lieu de tournage est Karlobag pour des plans larges avec des Indiens, des soldats et des bandits. Dans la plaine de Grobnik Polje, où déjà des scènes importantes de Le Trésor du lac d'argent et de La Révolte des Indiens Apaches ont été tournées, Vladimir Tadej fait élever Fort Niobrara. Le tournage se termine le 20 juillet 1964. Par ailleurs, on fait les scènes à l'intérieur des magasins de New Venango au studio de CCC-Film à Berlin.